# 増田康好
増田 康好（ますだ やすよし、1964年10月6日 - ）は、日本の俳優、元子役。静岡県出身。

## 出演作品

### テレビドラマ
- イナズマン 第7話「奇怪! 空飛ぶ一ツ目!?」（1973年、NET）※ノンクレジット[1]
- ウルトラマンレオ 第23話「ベッドから落ちたいたずら星人」（1974年、TBS） - コロ星人
- 仮面ライダーストロンガー 第18話「怪談 底なし沼」（1975年、MBS） - キャンプの子供
- アクマイザー3 第8話「なぜだ?! 子供につかまったザビタン」（1975年、NET） - 和夫
- 5年3組魔法組（1976年 - 1977年、NET） - 宗方マサキ（ハテナマン）
- ロボット110番 第25話「子供みこしのお通りだ」、第26話「宝さがしはコリゴリだ!」（1977年、ANB） - タケちゃん ※第26話はノンクレジット
- がんばれ!レッドビッキーズ（1978年1月6日〜12月29日、ANB）- 野川信一《ジュク》
- それゆけ!レッドビッキーズ - 野川信一
  - ANB  制作期 第1〜52話（1980年8月29日〜1981年9月18日）
  - ABC  制作期 第53〜77話（1981年10月4日〜1982年3月28日）
- 燃えろアタック 第20話〜（1979年6月8日〜、ANB）- 大山 治
- グランド劇場（NTV） 
  - 池中玄太80キロ パートⅠ 第七回（1980年5月17日）- 西田敏行の娘の彼氏 ※中学生
- ピーマン白書 最終回（1980年11月22日、CX）- ゲスト出演
- 金曜劇場（NTV）
  - せーの! 第5話（1982年12月10日） - 邦彦
- 噂のポテトボーイ（1983年10月13日〜1984年3月29日、TBS） - 川上
- うちの子にかぎって… 第1期 5話（1984年9月14日、TBS）- 高校生
- 暴れ九庵 第23話（1985年3月12日、KTV）
- スケバン刑事（1985年4月11日〜10月31日、CX） - 野分三平 ※レギュラー出演
- 子供が見てるでしょ! 第7回（1985年11月22日、TBS） - 沢木誠
- 月曜ドラマランド（1986年、CX）
  - ボクの婚約者（1月13日）
  - 転校生!おれがあいつであいつがおれで2（4月21日）[2]
  - おニャン子学園危機イッパツ とんだ放課後（5月12日） - 二宮公彦 ※牛乳瓶眼鏡を掛けている [3]
  - ボクの初体験（7月14日）- 少林寺拳法の学生
- 親子ジグザグ  第9話（1987年6月5日、TBS）- おふくろ食堂の客
- 東芝日曜劇場
  - 第1606回 サラダ記念日（1987年10月18日、TBS）
- 暴れん坊将軍IV 第31話「頑張れ! 登城拒否侍」（1991年4月6日〜、ANB） - 主演・松平 平四郎

### 映画
- 太陽を盗んだ男（1979年10月6日、東宝）- 城戸の生徒
- グッドバイ（1989年9月9日、シネマ・パラダイス） - 主演・石川守 [4]
- 喪の仕事（1991年3月21日、アルゴプロジェクト） - 小沼 [5]

### CM
- 江崎グリコ マリンバ（1984年）※桑田靖子と共演

### MV
- いつか 《斉藤由貴の曲》（1992年1月15日リリース）※斉藤由貴と再共演